# カゾラーティ・ワイエルシュトラスの定理
カゾラーティ・ワイエルシュトラスの定理（英: Casorati–Weierstrass theorem）は、解析関数の孤立した真性特異点の近傍の像が稠密であることを主張する定理である。具体的には、{\displaystyle \mathbb {U} _{\delta }:=\{z\in \mathbb {C} :\;0<|z-z_{0}|<\delta \}} において {\displaystyle f(z)} が正則であって {\displaystyle (z-z_{0})^{n}f(z)} が有界となる自然数 {\displaystyle n} が存在しないとき（すなわち {\displaystyle z_{0}} が {\displaystyle f} の真性特異点であるとき）に
{\displaystyle \forall {\varepsilon >0},\forall {v\in \mathbb {C} },\exists {z\in \mathbb {U} _{\delta }},\left|f(z)-v\right|<\varepsilon }
であることを主張する。定理の名称はフェリーチェ・カゾラーティとカール・ワイエルシュトラスにちなむ。

## 具体例
真性特異点を持つ関数の例として
{\displaystyle f(z)=e^{1/z}}
を挙げる。任意の {\displaystyle v\in \mathbb {C} \setminus \{0\}} について
{\displaystyle z={\frac {1}{\log v+2{\pi }in}},\quad {n\geq {\frac {1}{2\pi \delta }}+1}}
とすれば、{\displaystyle \left|z\right|<\delta } で {\displaystyle f(z)=v} となることが確かめられる。カゾラーティの定理は、真性特異点を持つ他の関数も同様に振る舞うことを主張する。但し、カゾラーティの定理は全ての値について「それに限りなく近い値」を取るとしか主張していない。ピカールの定理は、「それに限りなく近い値」しか取らないという値が高々唯一の例外であることを主張する。

## 証明
背理法を用いる。
{\displaystyle \exists {\epsilon >0},\exists {v\in \mathbb {C} },\forall {z\in \mathbb {U} _{\delta }},\left|f(z)-v\right|\geq \epsilon }
であると仮定し、
{\displaystyle F(z)={\frac {1}{f(z)-v}}}
と置けば、
{\displaystyle \left|F(z)\right|={\frac {1}{\left|f(z)-v\right|}}\leq {\frac {1}{\epsilon }}\qquad \left(z\in \mathbb {U} _{\delta }\right)}
となるので、 {\displaystyle F} は {\displaystyle \mathbb {U} _{\delta }} で正則である。一方、 {\displaystyle z_{0}} は {\displaystyle f}  の真性特異点であるから、{\displaystyle z\to z_{0}} の接近経路により {\displaystyle \lim _{z\to z_{0}}f(z)} はいろいろな値を取り得る。しかし、もし、ある {\displaystyle z\to z_{0}} の経路上で {\displaystyle \lim _{z\to z_{0}}f(z)=v} となると仮定すると、
その経路上で 
{\displaystyle \forall {\epsilon >0},\exists {z\in \mathbb {U} _{\delta }},\left|f(z)-v\right|<\epsilon }
が成り立ち、仮定に反する。従って、{\displaystyle \lim _{z\to z_{0}}\left|F(z)\right|} の値は接近経路に依存するが、無限大となることはない。このため
{\displaystyle \lim _{z\to z_{0}}(z-z_{0})F(z)=0}
は成立し、リーマンの定理により {\displaystyle z_{0}} は {\displaystyle F} の除去可能な特異点であることになる。従って、 {\displaystyle \forall {z\in \mathbb {U} _{\delta }},F(z)=G(z)} を満たし、 {\displaystyle z_{0}} で正則な関数 {\displaystyle G} が存在する。 {\displaystyle G} は {\displaystyle z_{0}} でテイラー展開可能であり、
{\displaystyle f(z)={\frac {1}{G(z)}}+v\qquad \left(z\in \mathbb {U} _{\delta }\right)}
となるが、これは {\displaystyle f} が {\displaystyle \mathbb {U} _{\delta }} で有理型となることを意味する。すなわち、 {\displaystyle \forall {z\in \mathbb {U} _{\delta }}} で{\displaystyle (z-z_{0})^{n}f(z)} が有界となる自然数 n が存在することになり、定理の仮定に反する。